# It Still Ain't Easy
It Still Ain't Easy è il quindicesimo album di Long John Baldry, pubblicato nel 1991 dalla Stony Plain Records.

## Tracce
1. It Still Ain't Easy (Lavin, Raven) - 4:17
2. Midnight in New Orleans (Horner, O'Connor) - 3:32
3. One Step Ahead (Walker) - 4:23
4. I Never Loved Nobody (Horner, Jackson, O'Connor) - 4:34
5. Get it While the Gettin's Good (Burgess) - 4:24
6. What've I Been Drinking (Lavin) - 3:03
7. Insane Asylum (Dixon) - 5:33
8. You Wanna Dance (Brewer) - 4:08
9. Shake Tat Thing (Walker) - 3:58
10. Like You Promised (Bell, Coyle, Elton, Hawkes, Shilkin) - 4:37
11. Busker (Lavin, Raven) - 3:22
12. Can't Keep from Crying - 2:14
13. No More - 3:22
14. Soft and Furry (Griffin, Jefferson) - 3:02